# 미나미타니 가즈키
미나미타니 가즈키(일본어: 南谷和樹, 1964년 7월 2일 ~ )는 전 KIA 타이거즈의 코치이다.

## 출신학교
- 와카야마북고등학교
- 오사카부립대학교